# Baum der Reisenden
Der Baum der Reisenden (Ravenala madagascariensis) ist die eine Pflanzenart aus der Gattung Ravenala innerhalb der Familie der Strelitziengewächse (Strelitziaceae). Er gilt als Wappenbaum Madagaskars und kommt ursprünglich nur dort vor.

## Beschreibung und Ökologie

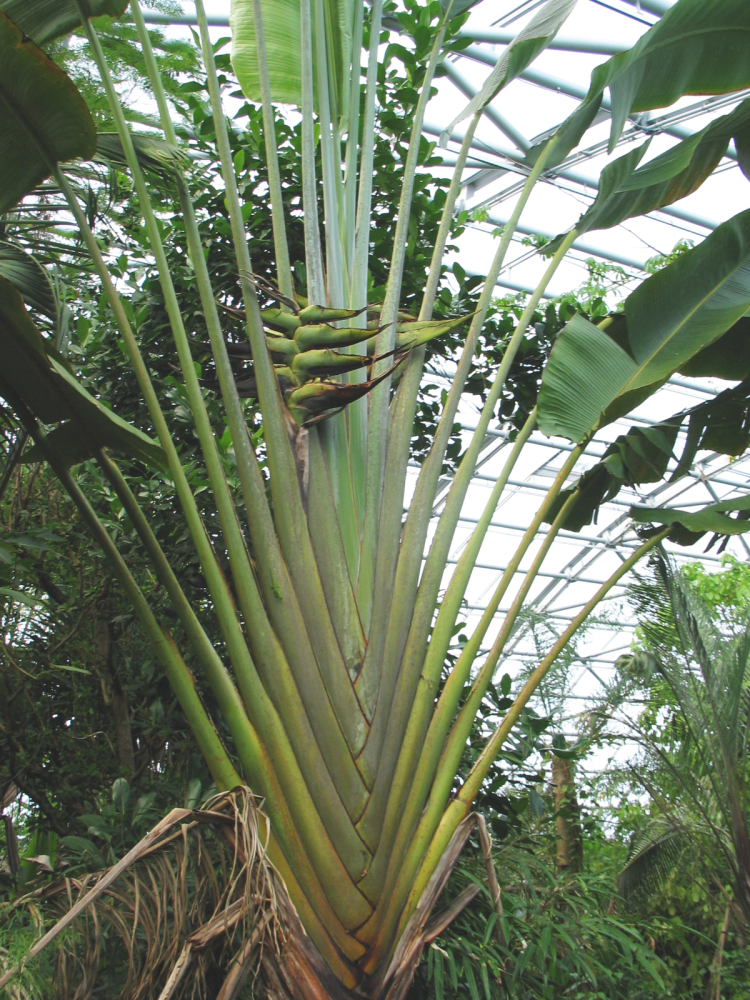
Habitus mit Blütenstand

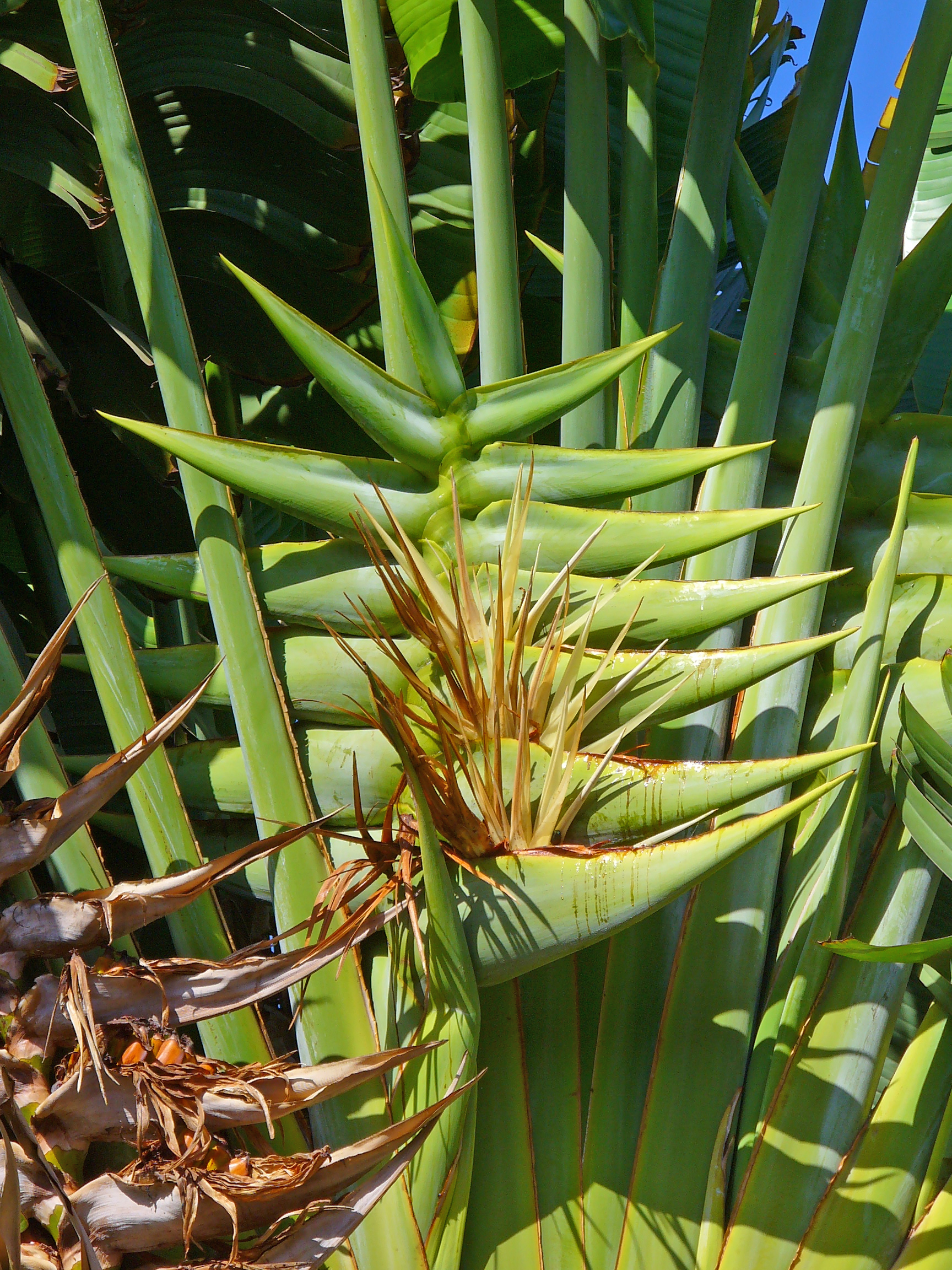
Blütenstand

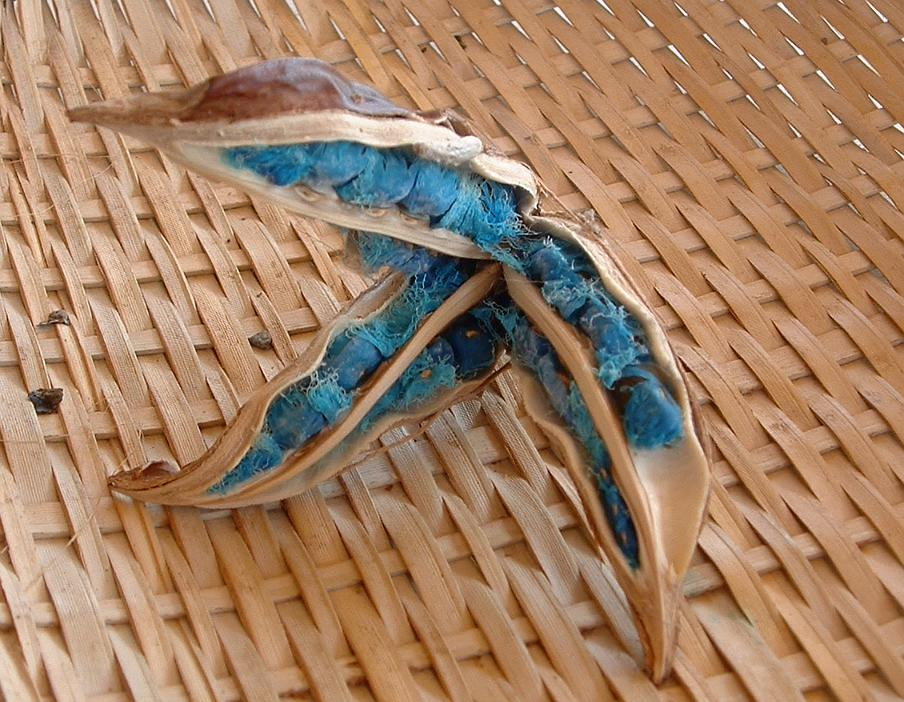
Geöffnete Frucht

### Vegetative Merkmale
Ravenala madagascariensis ist eine immergrüne, ausdauernde krautige Pflanze, die Wuchshöhen von 10 bis 20 Metern erreicht. Sie bildet einen palmenähnlichen Pseudostamm, der nicht verholzt. Der Stammdurchmesser erreicht über 30 Zentimeter.
Die schopfig endständigen, wechsel- und fächerförmig zusammstehenden, aufrechten, padelförmigen Laubblätter sind bis zu 6 Meter lang und sind gegliedert in eine bis 3 Meter lange, leicht einreißende, ei- bis herzförmige und abgerundete bis stumpfe Blattspreite (Hauptteil) und einen langen Blattstiel mit langer kahnartiger Blattscheide, zusammen sind sie bis über 3 Meter lang. Sie sind stilisiert im Logo der Air Madagascar. Im Blattgrund sammelt sich Regenwasser, das durch Anstechen des Blattgrundes gewonnen werden kann, was dieser Pflanzenart als Wasserspender in der Not seinen Trivialnamen „Baum der Reisenden“ gegeben hat. Als Trinkwasser ist dies jedoch nur bedingt geeignet, da es meist verunreinigt ist (vermoderte Blätter, Mückenlarven, tote Tiere). Eine weitere Erklärung für den Namen ist die Tatsache, dass die Blätter tendenziell in Ost-West-Richtung wachsen und somit eine Orientierungshilfe geben können.

### Generative Merkmale
Die langstieligen und vielblütigen, zusammengesetzten Blütenstände erscheinen in den Blattachseln. Sie ragen aus dem Blattschopf heraus. In den abwechselnd stehenden, kahnförmigen, sehr großen, stachelspitzigen, hartledrigen Tragblättern stehen zahlreiche, leicht duftende, zwittrige und sechszähligen Blüten in Wickeln mit Deckblättern. Sie besitzen jeweils sechs weiße bis gelbliche, bis zu 20 Zentimeter lange, ungleiche, schmale und spitze, steife Blütenhüllblätter (Kelch und Krone), zwei innere sind verwachsen und das innerste ist kürzer (Petalen). Es sind sechs lange Staubblätter mit sehr langen Antheren vorhanden. Die drei Fruchtblätter sind zu einem unterständigen Fruchtknoten mit langem Griffel und keulenförmiger, gezähnter Narbe verwachsen. Durch die Berührung eines Bestäubers öffnet sich die Blüte explosionsartig und überschüttet diesen mit Blütenstaub, den er dann weiterträgt zur nächsten Blüte. Die Blüten der Ravenala werden hauptsächlich von Lemuren besucht, auch wenige Vogelarten besuchen die Blüten, die sich am Nektar laben und dabei auch die Blüten bestäuben. Es sind Nektarien am Fruchtknoten vorhanden. Der Baum der Reisenden ist eine der wenigen Pflanzen, die von Säugetieren bestäubt werden.
Es wird eine dreifächrige, holzige, schmal-eiförmige, kahle, kantige und spitze, lokulizidale Kapselfrucht gebildet, die bis zu 10 Zentimeter lang ist. Die braunen, eiförmigen bis ellipsoiden, 1–2 Zentimeter langen Samen besitzen eine mehr oder weniger große, blaue und zerschlitzte, fleischige Hülle (Arillus).

## Verbreitung
Vom Ravenala madagascariensis sind nur wenige Fundorte in Madagaskar bekannt. Diese liegen in sumpfigen Gegenden an der madegassischen Ostküste.
In Mauritius eingeführte Exemplare gefährden dort den Mauritiusfalken.

## Taxonomie
Die Erstveröffentlichung von Ravenala madagascariensis erfolgte 1782 durch Pierre Sonnerat in Voyage aux Indes Orientales et à la Chine ... Band 2, S. 223. Synonyme für Ravenala madagascariensis Sonn. sind: Urania ravenalia Rich., Urania speciosa Willd., Heliconia ravenala Willemet.

## Verwendung
Die langstieligen Laubblätter dienen zum Dachdecken, die Blattrippen als Baumaterial. Die stärkehaltigen Samen und die jungen Blätter sind essbar. Der halbierte und ausgehöhlte Stamm der Ravenala wird in Madagaskar traditionell zum Decken von Dächern gebraucht.
Sie wird als Zierpflanze in Parks und Gärten in den Tropen und Subtropen verwendet.

## Bilder

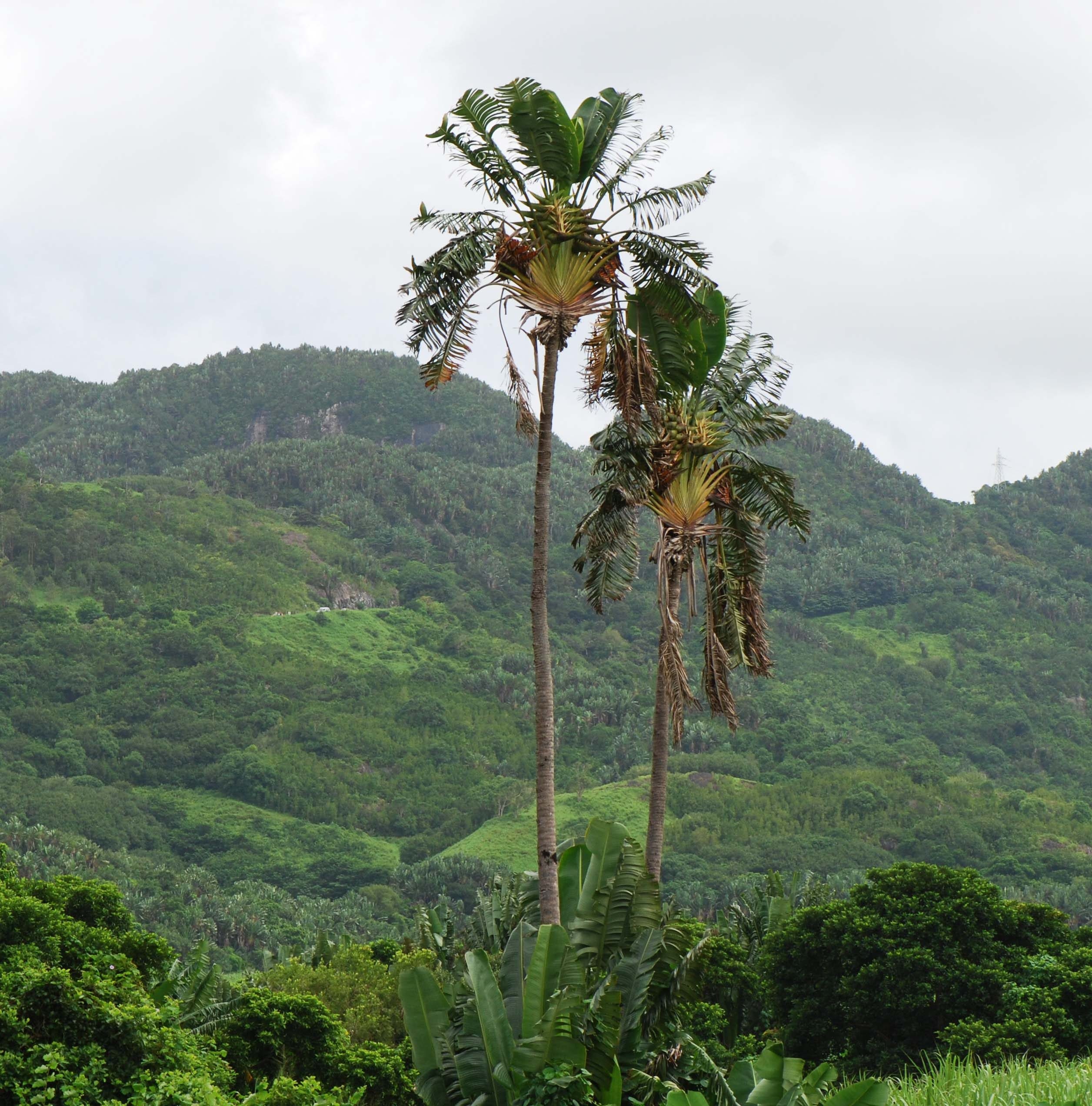
Palmähnlicher Habitus
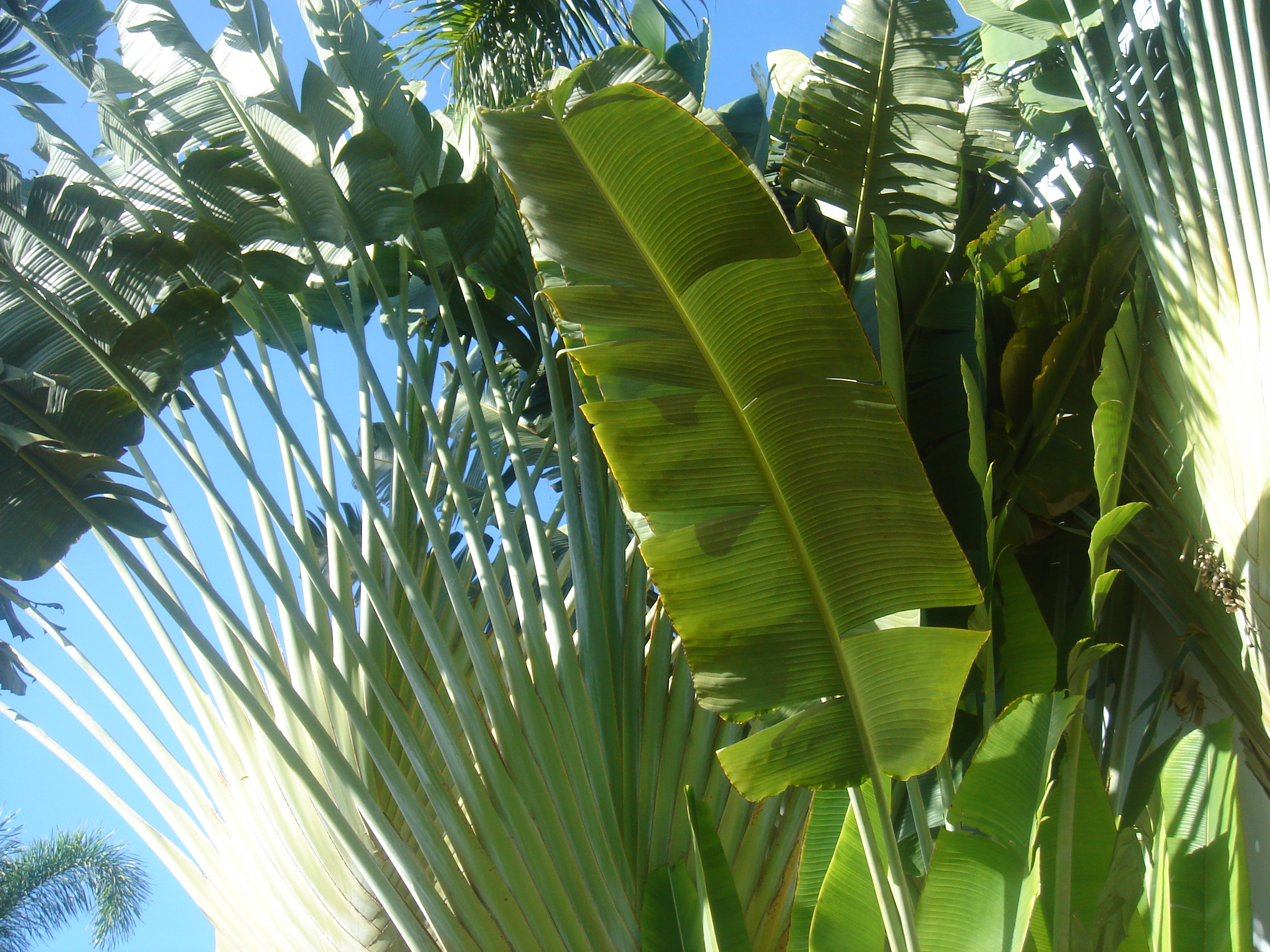
Blätter
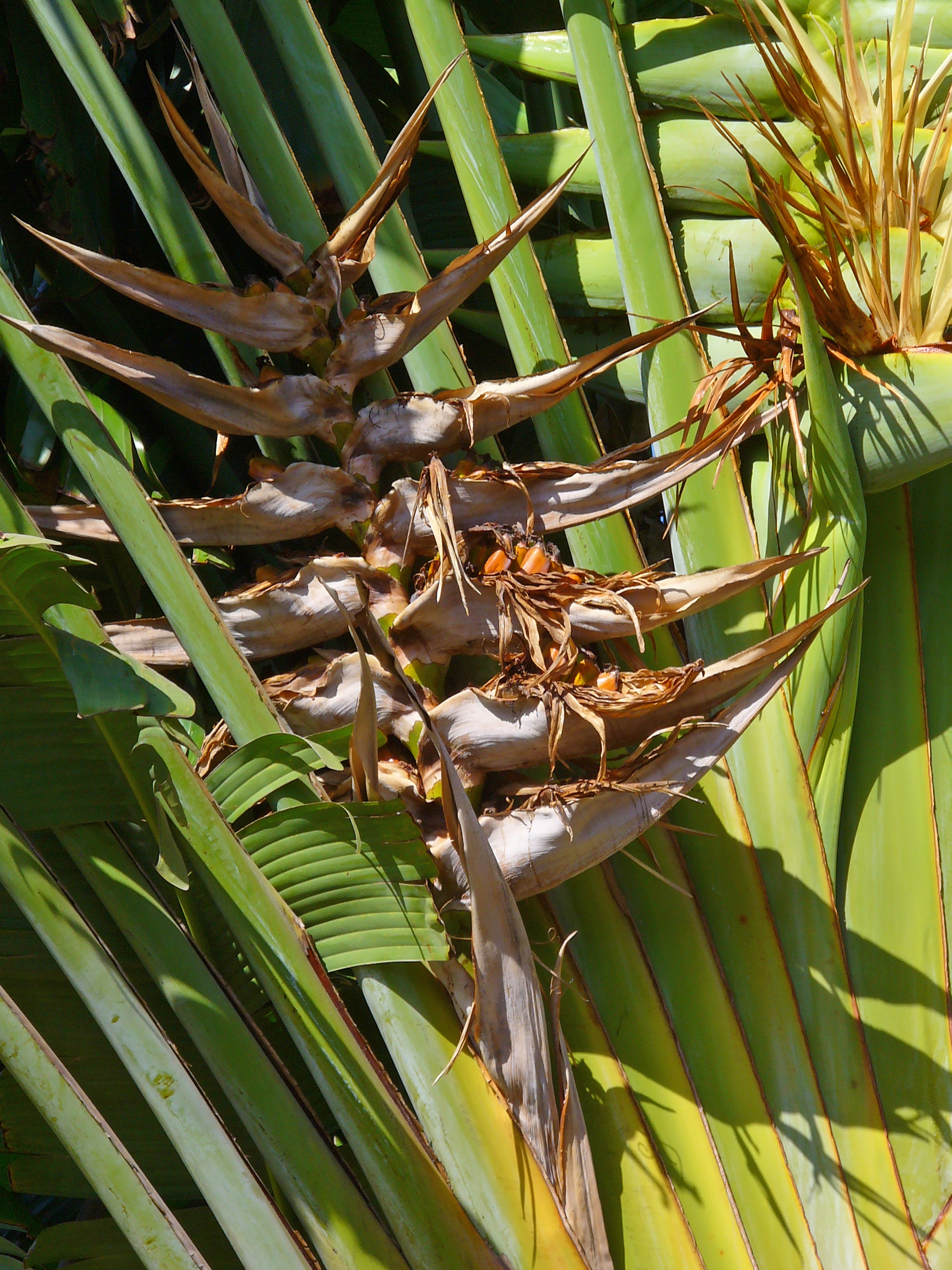
Fruchtstand
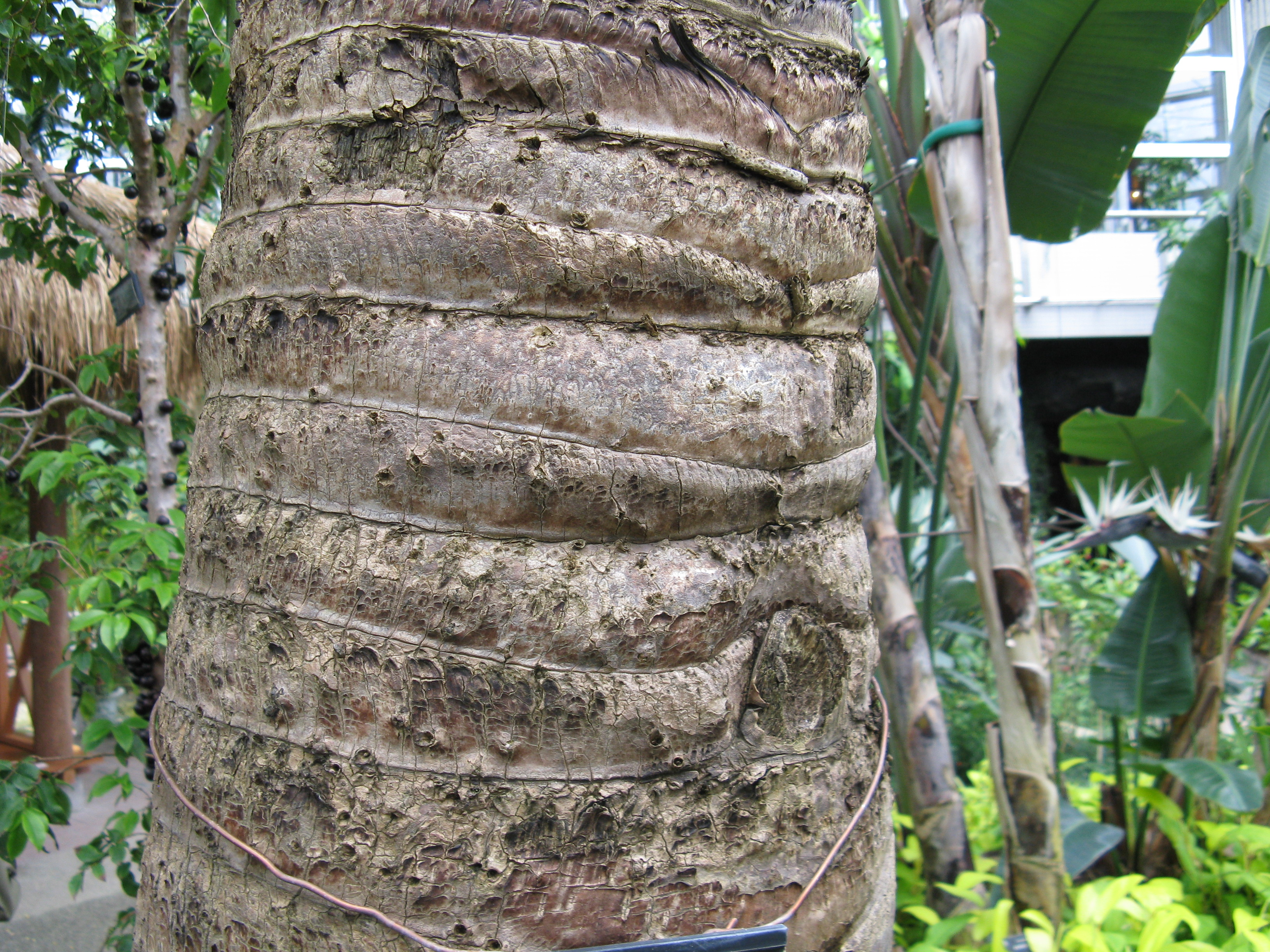
Stamm
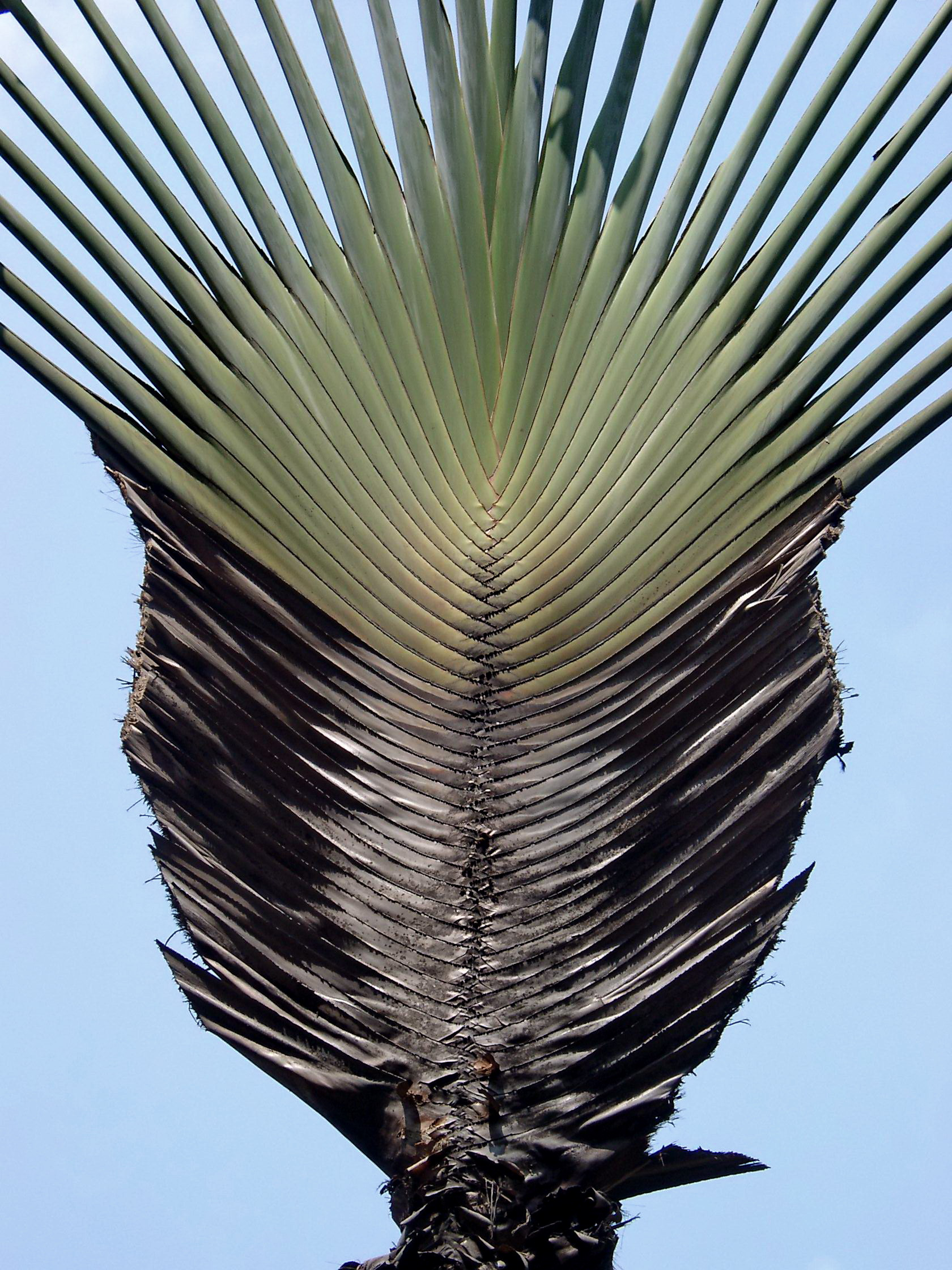
Blattscheiden
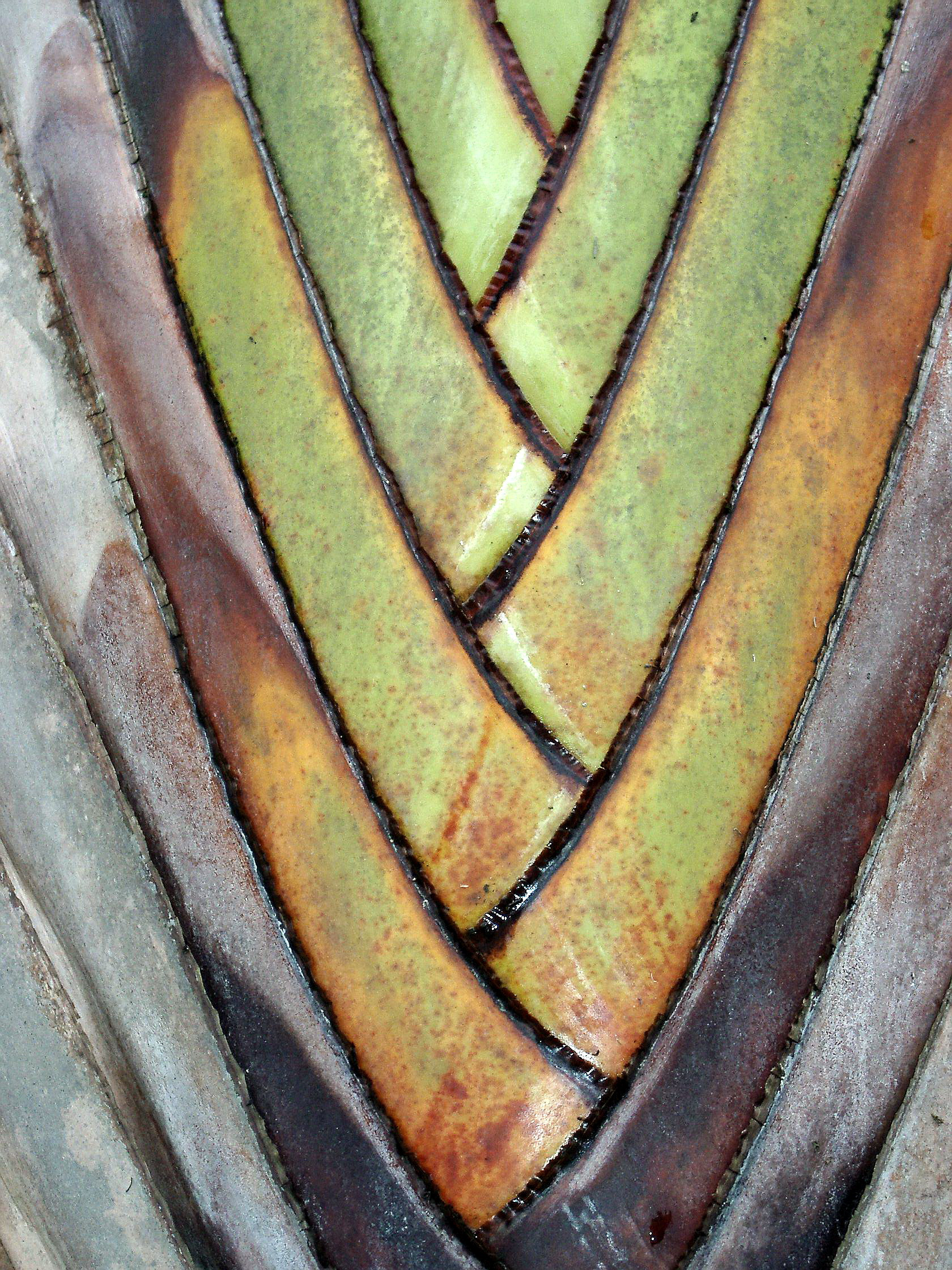
Blattansatz